# Bandeira de Sark

Bandeira de Sark

Bandeira da Inglaterra

Bandeira da Normandia

A Bandeira de Sark desenhada por Herbert Pitt em 1938 e adotada no mesmo ano.
A bandeira é formada pela composição das bandeiras da Normandia e da Inglaterra, que é uma Cruz de São Jorge vermelha em um fundo branco, simbolizando os laços com o Reino Unido. No cantão esquerdo superior aparecem dois leões dourados em um fundo vermelho, similar aos três que aparecem na bandeira da Normandia, na França.